# منتخب فيتنام لكرة الطائرة للرجال
منتخب فيتنام الوطني لكرة الطائرة للرجال (بالفيتنامية: Đội tuyển bóng chuyền nam quốc gia Việt Nam)‏ هو ممثل فيتنام الرسمي في المنافسات الدولية في كرة طائرة في فئة كرة الطائرة للرجال.